# لتیسیا تورس (بازیکن فوتبال)
لتیسیا تورس (انگلیسی: Leticia Torres؛ زادهٔ ۳۰ مهٔ ۱۹۹۴) بازیکن فوتبال اهل شیلی است.
وی همچنین در تیم‌های ملی فوتبال زنان شیلی، و زنان شیلی، و زنان شیلی، بازی کرده‌است.